# Роинашвили, Александр Соломонович
Александр Соломонович Роинов (Роинашвили) (груз. ალექსანდრე სოლომონის ძე როინაშვილი 1846—1898) — был первым профессиональным фотографом грузинского происхождения, этнографом и коллекционером. Оставил обширное фотографическое наследие, запечатлевшее видных современников, архитектуру и повседневный быт Грузии и Кавказа второй половины XIX века.

## Биография
Александр Роинашвили родился в 1846 году в Душети в семье мастерового. Рано оставшись без отца, он вырос под присмотром матери, содержавшей семью на доходы от рукоделия. В возрасте 14 лет, сменив несколько школ и мест работы, он был устроен родственником в тифлисскую мастерскую Ф. Хламова, занимавшегося фотографией и иконописью. Занятие фотографией очень понравилось Александру и он быстро стал основным помощником мастера.
Примерно через пять лет сотрудничества Хламов подарил своему ученику и помощнику комплект фотоаппаратуры для начала своего собственного дела и в начале 1860-х годов Роинашвили открыл собственную мастерскую, назвав её «Сасуратхато» (груз. სასურათხატო), позже открыв ещё две студии: «Рембрандт» (груз. რემბრანდტი) и «Товарищество» (груз. ამხანაგობა). На виньетках и на негативах своих фоторабот, в обычной для того времени манере, он сокращал написание своей фамилии до «Роинов», как кириллицей, так и латиницей. Студия «Сасуратхато» быстро стала популярным местом встреч интеллектуальной элиты того времени. Студии приносили владельцу неплохой доход, который Роинашвили в значительной мере тратил на благотворительность и общественные нужды.
Роинашвили хорошо понимал потенциал фотографии как точного и недорогого средства передачи информации массам и будущим поколениям. Благодаря его работам до нас дошли портреты практически всех его известных современников, в том числе Ильи Чавчавадзе, Акакия Церетели, Якова Гогебашвили, Важи-Пшавелы, Александра Казбеги и многих других. Кроме того, Роинашвили занимался фотографированием древней архитектуры и коллекционированием предметов искусства и быта Кавказа, мечтал о создании музея, где могли бы экспонироваться предметы его коллекции и его фотоснимки. Вот некоторые из работ Роинашвили:

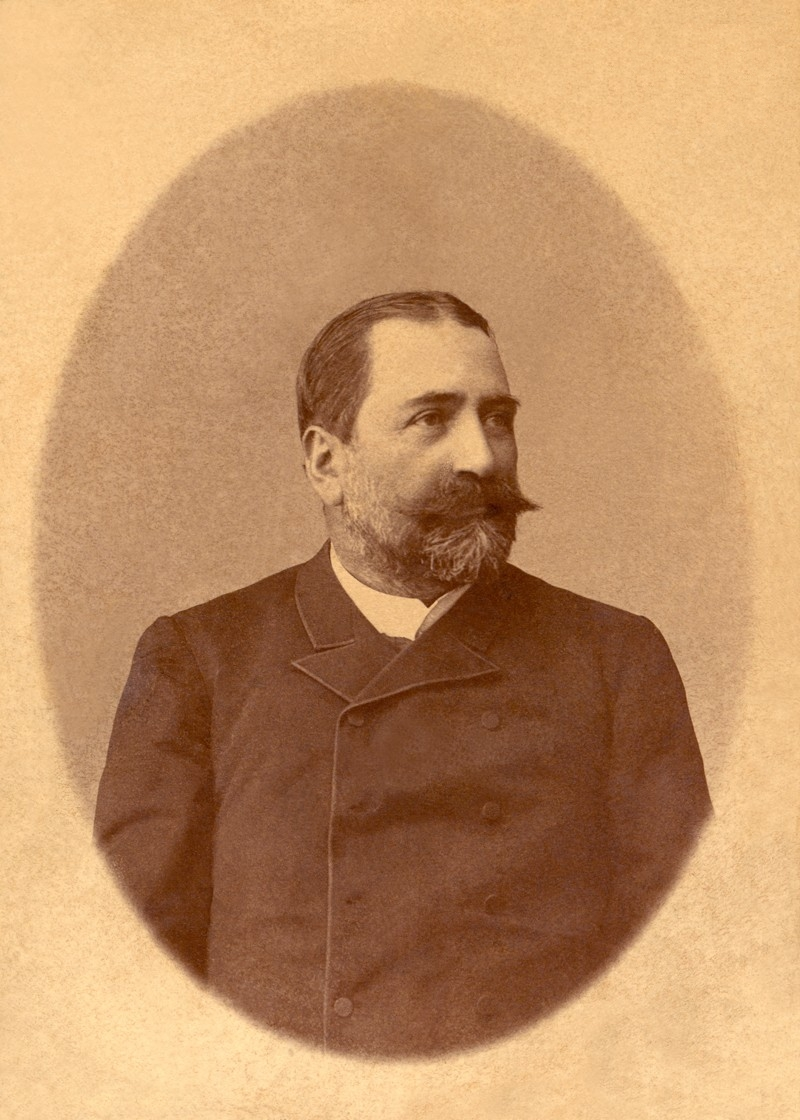
Илья Чавчавадзе
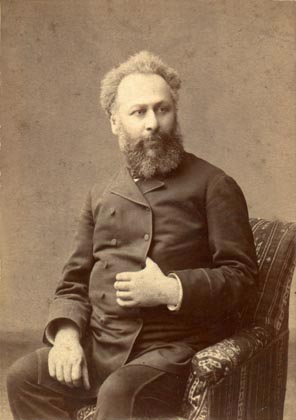
Акакий Церетели
Важа-Пшавела
Яков Гогебашвили
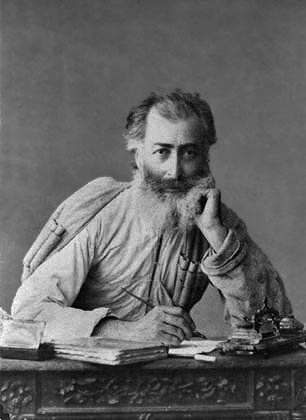
Александр Казбеги
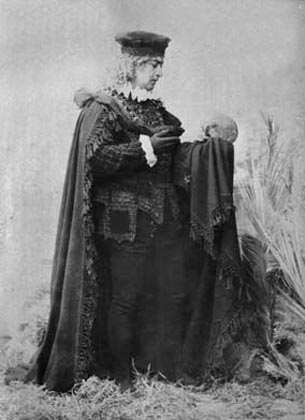
Ладо Месхишвили в роли Гамлета

В конце 1870-х годов Роинашвили женился, но брак не был удачным, благотворительная деятельность Роинашвили наталкивалась на сопротивление его жены, особенно не любившей его бедных односельчан из Душети. В 1880 году брак распался и Роинашвили уехал из Тифлиса в Телави, а через год перебрался в Дагестан, в Темир-Хан-Шуру, прожив там до 1889 года, делая снимки современников, архитектуры, быта горских народов. К этому времени относится сделанный им портрет имама Шамиля с сыновьями. Роинашвили продолжал коллекционировать предметы старины и быта, его коллекция стала настолько значительной, что он был принят в члены Императорского археологического общества и в 1887—1888 годах с успехом демонстрировал свою коллекцию и снимки как передвижную выставку в Астрахани, Саратове, Самаре, Петербурге и Москве.

Имам Шамиль с сыновьями
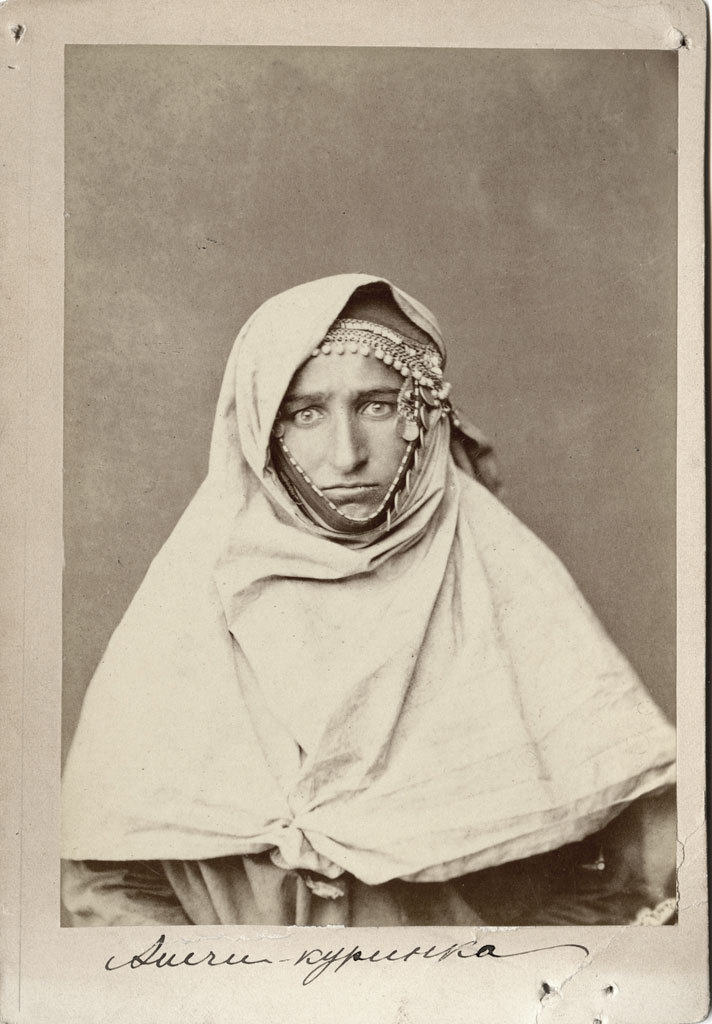
Дагестанка в хиджабе
Аул Казикумух
Вид на крепость Ананури
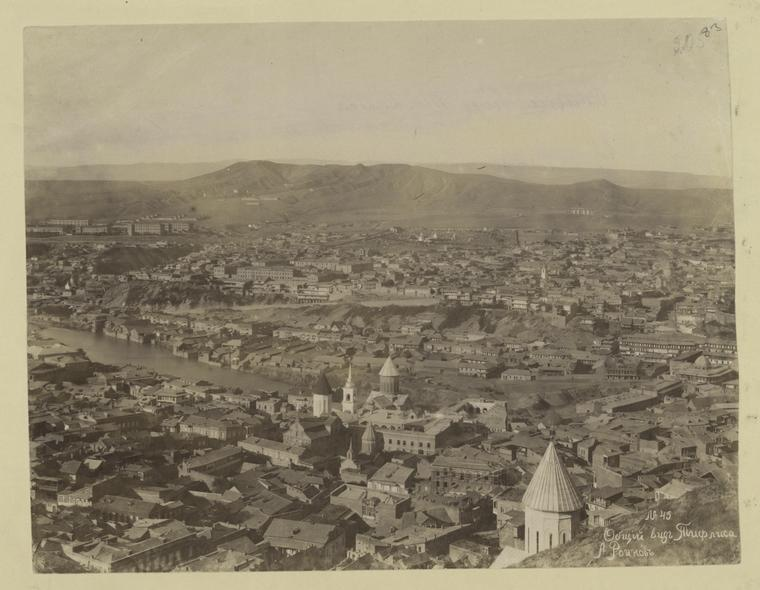
Общий вид Тифлиса

В 1889 году Роинашвили вернулся в Тифлис и возобновил работу в своих студиях, окружив себя учениками, которых он учил безвозмездно. Он продолжал вынашивать планы создания грузинского национального музея и много путешествовал по Грузии, делая снимки исторических мест и архитектурных памятников. К сожалению, планам Роинашвили помешала смерть, в 1898 году он неожиданно и скоропостижно скончался в собственной мастерской, среди своих учеников. Ему было 52 года.

## Наследие и память
Свои мастерские, архив и коллекцию Роинашвили завещал «Обществу по распространению грамотности среди грузин», однако под руководством Общества мастерские терпели убытки и были закрыты в 1905 году, а коллекция фотоснимков и негативов выставлена на продажу. Архив Роинашвили был приобретён его коллегой по цеху Дмитрием Ермаковым, отлично понимавшим ценность архива и принявшим меры для его сохранения.
В современной Грузии наследие Александра Роинашвили бережно сохраняется и изучается, многие снимки можно найти в грузинских музеях и архивах, основная часть архива хранится в Парламентской библиотеке Грузии и копии исторических снимков доступны на сайте библиотеки. В декабре 2015 года в Тбилиси была показана большая выставка его работ.
Могила Александра Роинашвили находится в Дидубийском пантеоне деятелей искусства в Тбилиси.